# Bresse Bleu
Pour les articles homonymes, voir Bresse (homonymie).
Bresse Bleu (aussi appelé Bleu de Bresse) est un fromage au lait de vache pasteurisé, à pâte persillée produit en Bresse depuis sa création en 1952. Il appartient au groupe Savencia Fromage & Dairy et fait partie de la catégorie des fromages à pâte persillées ou bleus.

## Histoire
Ce fromage, qui n'existe que depuis les années 1950 a vu le jour en même temps que l'immigration italienne dans la région de Lyon. En effet, sous le régime de Mussolini le gorgonzola cessa d'être exporté en France et, pour pallier ce manque, des fromagers italiens décidèrent de s'associer avec des laiteries bressanes. C'est ainsi que fut créé le saingorlon, un fromage inspiré du fromage italien et précurseur du Bresse Bleu que l'on connaît aujourd'hui.
C'est avec le temps que ce fromage et la marque Bresse Bleu qui lui est associée se sont réellement développés.

## Fabrication
Bresse Bleu est un fromage à pâte persillée fabriqué à partir de lait de vache pasteurisé. A l'origine, sa production est réalisée par la coopérative de Servas, située dans le département de l'Ain. Il est produit par cinq coopératives qui se regroupent sous une union Bressor, marque qui intègre le groupe Bongrain en 1992. 

## Consommation
Il peut s'accompagner de vins blancs moelleux de type monbazillac.